# Heidi Sevdal
Heidi Sevdal (ur. 6 marca 1989 w Runavík) – farerska piłkarka, grająca na pozycji pomocnika i napastnika, reprezentantka Wysp Owczych. Obecnie trenuje w klubie HB Tórshavn.

## Kariera klubowa

### GÍ Gøta
7 sierpnia 2005 roku Heidi Sevdal, mając szesnaście lat, rozegrała swój pierwszy mecz w barwach dorosłego składu GÍ Gøta. Był to mecz jedenastej kolejki 1. deild kvinnur 2005 przeciwko FS Vágar 2004, zakończony rezultatem 4:1. GÍ Gøta zakończył sezon na trzeciej pozycji w tabeli ligowej z ośmioma zwycięstwami ma dwadzieścia spotkań. Pierwszego gola Heidi Sevdal zdobyła w meczu siedemnastej kolejki, 18 września 2005. Temu trafieniu jej drużyna zawdzięcza zwycięstwo 1:0 przeciwko EB/Streymur. Do końca sezonu Sevdal zagrała w dziesięciu spotkaniach i zdobyła trzy gole. Następnie przeniosła się do klubu NSÍ Runavík

### NSÍ Runavík
Klub z Runavík awansował wówczas do 1. deild kvinnur. Pierwszy mecz Sevdal rozegrała 17 kwietnia 2006 roku, a pierwszego gola strzeliła już 23 kwietnia w przegranym 2:4 spotkaniu z jej dawnym zespołem GÍ Gøta. Do końca pierwszej fazy zagrała we wszystkich czternastu spotkaniach, zdobywając siedem bramek. Jej klub zajął szóste miejsce w tabeli i w drugiej fazie musiał grać z czterema innymi zespołami o utrzymanie się w tabeli ligowej. Zespół zdołał wygrać pięć z sześciu spotkań i zajął drugie miejsce w tabeli spadkowej, co zagwarantowało mu utrzymanie w pierwszej lidze. Z Pucharu Wysp Owczych NSÍ odpadł już w ćwierćfinale, jednak Sevdal nie brała udziału w spotkaniu. Po tym sezonie Heidi Sevdal dostała propozycję gry w B36 Tórshavn, z której skorzystała, gdyż władze NSÍ postanowiły rozwiązać żeńską sekcję. Zawodniczka zagrała dla NSÍ Runavík w przynajmniej czternastu spotkaniach i zdobyła siedem goli.

### B36 Tórshavn
Do składu B36 Tórshavn dołączyła w drugiej połowie sezonu 2007. Swoje pierwsze spotkanie, przeciwko GÍ Gøta, rozegrała 19 sierpnia 2007 roku zdobywając jedną z dwóch zwycięskich bramek dla swojej drużyny. Zagrała później jeszcze w pięciu meczach i zdobyła kolejne sześć goli, a jej klub znalazł się na drugim miejscu ligowej tabeli z trzynastoma zwycięstwami, dwoma remisami i jedną porażką na koncie, ustępując KÍ Klaksvík jedynie różnicą bramek.
Podczas kolejnego sezonu stała się jedną z głównych zawodniczek w składzie B36 Tórshavn. Rozegrała dwadzieścia spotkań i zdobyła piętnaście bramek. Klub zajął czwarte miejsce w tabeli ligowej i dotarł do finału Pucharu Wysp Owczych, gdzie uległ 0:1 KÍ Klaksvík. Mimo sukcesów rozwiązano wówczas żeńską sekcję B36 Tórshavn, a Sevdal przeniosła się do Víkingur Gøta.

### Víkingur Gøta
Sevdal grała w Víkingur Gøta od pierwszej kolejki sezonu 2009. W dwudziestu spotkaniach, w których wzięła udział zdobyła osiemnaście bramek, co dało jej trzecie miejsce wśród strzelców sezonu. Jej klub zajął trzecie miejsce w ligowej tabeli, wygrywając jedenaście z dwudziestu meczów. Sevdal zagrała w dwóch spotkaniach półfinału Pucharu Wysp Owczych 2009, w których Víkingur Gøta uległ KÍ Klaksvík 0:2, 0:2.
W kolejnym sezonie Sevdal zagrała jedynie w czterech spotkaniach na przełomie kwietnia i maja, nie zdobywając żadnej bramki. Jej klub spadł o jedno miejsce w ligowej tabeli.
Podczas 1. deild kvinnur 2011 Heidi Sevdal ponownie stała się jedną z głównych zawodniczek swojego klubu. Podczas osiemnastu spotkań zdobyła tyle samo bramek, a szesnaście goli ligowych dało jej tytuł wicekrólowej strzelców. Jej drużyna zajęła czwarte miejsce w tabeli po wygraniu sześciu z dwudziestu meczów. Víkingur Gøta dotarł także do półfinału Pucharu Wysp Owczych, gdzie uległ KÍ Klaksvík 0:12 i 3:6. Po tym sezonie Heidi Sevdal przyjęła propozycję gry w HB Tórshavn, który w poprzednim sezonie zajął ostatnie miejsce w tabeli, a w pierwszej lidze utrzymał się dzięki powiększeniu liczby klubów.

### HB Tórshavn

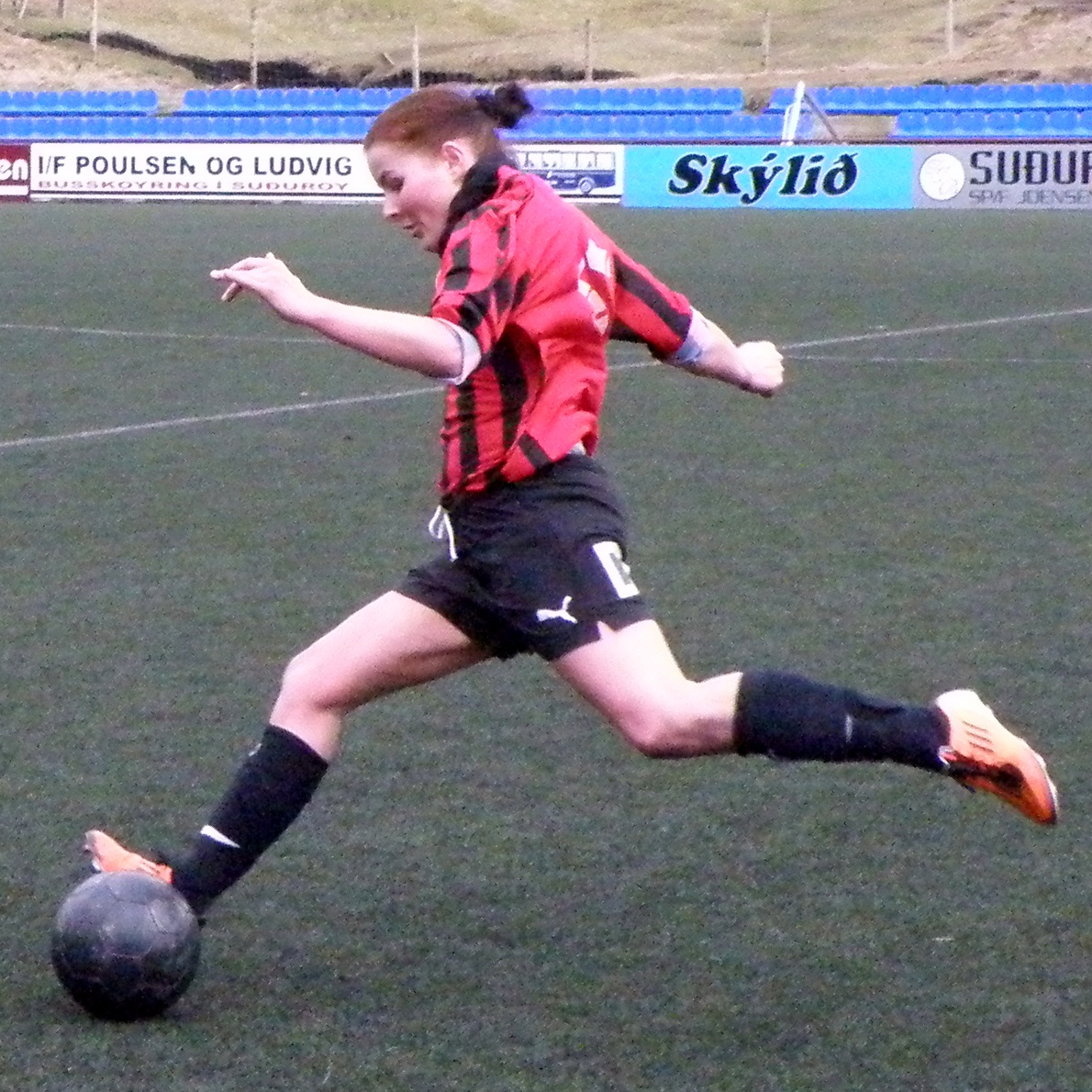
Heidi Sevdal w barwach HB

Od sezonu 2012 Sevdal rozgrywa swoje mecze w drużynie HB Tórshavn. Siedemnaście spotkań debiutanckiego sezonu dało jej możliwość strzelenia dwudziestu pięciu bramek. Jej klub zakończył rok na czwartym miejscu w ligowej tabeli, a Sevdal ponownie została drugim najlepszym strzelcem sezonu z dwudziestoma dwoma ligowymi golami na koncie. W rozgrywkach pucharowych jej klub odpadł w ćwierćfinale po przegranej 0:4 w meczu przeciwko KÍ Klaksvík.
Kolejny sezon HB Tórshavn zakończył na trzeciej pozycji w tabeli z dwunastoma zwycięstwami w osiemnastu spotkaniach. Sevdal zagrała w szesnastu spotkaniach ligowych i zdobyła dwadzieścia dziewięć goli. Została wówczas królową strzelców, a Farerski Związek Piłki Nożnej uhonorował ją także tytułem zawodniczki i napastniczki roku 2013. W Pucharze Wysp Owczych jej klub odpadł w ćwierćfinale, przegrywając po dogrywce z KÍ Klaksvík 1:2.
Podczas 1. deild kvinnur 2014 Sevdal zagrała w dwudziestu trzech spotkaniach i zdobyła trzydzieści pięć goli. HB Tórshavn zajął trzecie miejsce w ligowej tabeli, a w Pucharze Wysp Owczych 2014 dotarł do finału, gdzie uległ KÍ Klaksvík 0:1. Sevdal ponownie została królową strzelców, tym razem dzieląc ten tytuł z Rannvą Andreasen. Ponownie Farerski Związek Piłki Nożnej przyznał jej tytuły najlepszej zawodniczki oraz napastnika roku.
W sezonie 2015 ponownie zdobyła tytuł królowej strzelców żeńskiej ligi, zdobywając dwadzieścia dwie bramki w dziewiętnastu spotkaniach. Jej klub zajął trzecie miejsce w tabeli z dziesięcioma zwycięstwami, trzema remisami i siedmioma porażkami na koncie. W rozgrywkach pucharowych HB Tórshavn odpadł w fazie półfinałowej, ulegając w dwumeczu KÍ Klaksvík 6:9 (2:6, 4:3). Ponownie wybrano ją także najlepszą zawodniczką i napastnikiem roku.

## Kariera reprezentacyjna
Heidi Sevdal reprezentowała swój kraj po raz pierwszy jako szesnastolatka podczas przegranego 0:11 meczu drużyny U-19 przeciwko Anglii. Grała później, w latach 2005–2007 w dziewięciu kolejnych spotkaniach reprezentacji U-19, zdobywając cztery bramki.
Swój debiutancki mecz w reprezentacji seniorskiej rozegrała 18 listopada 2006 roku. Wyspy Owcze przegrały wówczas 1:2. Pierwszą bramkę dla reprezentacji strzeliła 15 maja 2008 roku w dziewięćdziesiątej minucie meczu towarzyskiego przeciwko Luksemburgowi, zakończonego rezultatem 4:2.
Dotychczas rozegrała 37 spotkań w ramach reprezentacji Wysp Owczych i zdobyła 17 goli.
| Oficjalne mecze i gole w reprezentacji | Oficjalne mecze i gole w reprezentacji | Oficjalne mecze i gole w reprezentacji | Oficjalne mecze i gole w reprezentacji | Oficjalne mecze i gole w reprezentacji | Oficjalne mecze i gole w reprezentacji | Oficjalne mecze i gole w reprezentacji |
|                                        | Data                                   | Miasto                                 | Przeciwnik                             | Gol                                    | Wynik                                  | Rozgrywki                              |
| -------------------------------------- | -------------------------------------- | -------------------------------------- | -------------------------------------- | -------------------------------------- | -------------------------------------- | -------------------------------------- |
| 1.                                     | 18.11.2006                             | Strumica                               | Walia                                  |                                        | 1:2                                    | el. ME 2009                            |
| 2.                                     | 20.11.2006                             | Strumica                               | Kazachstan                             |                                        | 0:1                                    | el. ME 2009                            |
| 3.                                     | 23.11.2006                             | Strumica                               | Macedonia                              |                                        | 7:0                                    | el. ME 2009                            |
| 4.                                     | 02.11.2007                             | Poniewież                              | Litwa                                  |                                        | 0:3                                    | towarzyski                             |
| 5.                                     | 04.11.2007                             | Szawle                                 | Estonia                                |                                        | 2:1                                    | towarzyski                             |
| 6.                                     | 07.11.2007                             | Szawle                                 | Łotwa                                  |                                        | 3:0                                    | towarzyski                             |
| 7.                                     | 10.05.2008                             | Junglinster                            | Kazachstan                             |                                        | 0:0                                    | towarzyski                             |
| 8.                                     | 12.05.2008                             | Rodange                                | Litwa                                  |                                        | 4:2                                    | towarzyski                             |
| 9.                                     | 15.05.2008                             | Junglinster                            | Luksemburg                             | Gol                                    | 4:2                                    | towarzyski                             |
| 10.                                    | 25.10.2008                             | Mariampol                              | Łotwa                                  | Gol                                    | 4:1                                    | towarzyski                             |
| 11.                                    | 27.10.2008                             | Mariampol                              | Luksemburg                             | Gol · Gol                              | 6:2                                    | towarzyski                             |
| 12.                                    | 11.04.2009                             | Virje                                  | Chorwacja                              | Gol                                    | 3:1                                    | towarzyski                             |
| 13.                                    | 13.04.2009                             | Pitomača                               | Bośnia i Hercegowina                   | Gol                                    | 2:3                                    | towarzyski                             |
| 14.                                    | 16.04.2009                             | Križevci                               | Łotwa                                  | Gol                                    | 3:1                                    | towarzyski                             |
| 15.                                    | 24.02.2010                             | Parchal                                | Portugalia                             |                                        | 0:5                                    | Algarve Cup 2010                       |
| 16.                                    | 26.02.2010                             | Lagos                                  | Austria                                |                                        | 0:3                                    | Algarve Cup 2010                       |
| 17.                                    | 01.03.2010                             | Albufeira                              | Rumunia                                |                                        | 1:5                                    | Algarve Cup 2010                       |
| 18.                                    | 03.03.2010                             | Silves                                 | Austria                                |                                        | 0:6                                    | Algarve Cup 2010                       |
| 19.                                    | 03.03.2011                             | Ta’ Qali                               | Armenia                                |                                        | 0:1                                    | el. ME 2013                            |
| 20.                                    | 05.03.2011                             | Ta’ Qali                               | Malta                                  |                                        | 2:0                                    | el. ME 2013                            |
| 21.                                    | 08.03.2011                             | Ta’ Qali                               | Gruzja                                 |                                        | 0:1                                    | el. ME 2013                            |
| 22.                                    | 29.11.2012                             | Luksemburg                             | Luksemburg                             |                                        | 6:0                                    | towarzyski                             |
| 23.                                    | 04.04.2013                             | Wilno                                  | Czarnogóra                             | Gol · Gol                              | 3:3                                    | el. MŚ 2015                            |
| 24.                                    | 06.04.2013                             | Wilno                                  | Litwa                                  |                                        | 1:0                                    | el. MŚ 2015                            |
| 25.                                    | 09.04.2013                             | Wilno                                  | Gruzja                                 | Gol · Gol                              | 2:1                                    | el. MŚ 2015                            |
| 26.                                    | 22.09.2013                             | Tórshavn                               | Szkocja                                | Gol · Gol                              | 2:7                                    | el. MŚ 2015                            |
| 27.                                    | 26.09.2013                             | Wrocław                                | Polska                                 |                                        | 0:6                                    | el. MŚ 2015                            |
| 28.                                    | 31.10.2013                             | Göteborg                               | Szwecja                                |                                        | 0:5                                    | el. MŚ 2015                            |
| 29.                                    | 10.04.2014                             | Tórshavn                               | Irlandia Północna                      |                                        | 0:0                                    | el. MŚ 2015                            |
| 30.                                    | 08.05.2014                             | Toftir                                 | Polska                                 |                                        | 0:3                                    | el. MŚ 2015                            |
| 31.                                    | 08.05.2014                             | Tórshavn                               | Szwecja                                |                                        | 0:5                                    | el. MŚ 2015                            |
| 32.                                    | 13.08.2014                             | Motherwell                             | Szkocja                                |                                        | 0:9                                    | el. MŚ 2015                            |
| 33.                                    | 17.08.2014                             | Lurgan                                 | Irlandia Północna                      |                                        | 0:3                                    | el. MŚ 2015                            |
| 34.                                    | 20.08.2014                             | Zenica                                 | Bośnia i Hercegowina                   |                                        | 0:2                                    | el. MŚ 2015                            |
| 35.                                    | 04.04.2015                             | Ħamrun                                 | Gruzja                                 |                                        | 0:2                                    | el. ME 2017                            |
| 36.                                    | 06.04.2015                             | Ħamrun                                 | Andora                                 | Gol · Gol                              | 8:0                                    | el. ME 2017                            |
| 37.                                    | 09.04.2015                             | Ħamrun                                 | Malta                                  | Gol · Gol                              | 4:2                                    | el. ME 2017                            |

## Statystyki kariery
(aktualne na dzień 11 października 2015)
| Klub               | Sezon              | Liga               | Liga  | Liga   | Puchar kraju | Puchar kraju | Europa | Europa | Suma  | Suma   |
| Klub               | Sezon              | Liga               | Mecze | Bramki | Mecze        | Bramki       | Mecze  | Bramki | Mecze | Bramki |
| ------------------ | ------------------ | ------------------ | ----- | ------ | ------------ | ------------ | ------ | ------ | ----- | ------ |
| GÍ Gøta            | 2005               | 1. deild kvinnur   | 10    | 3      | 0            | 0            | –      | –      | 10    | 3      |
| GÍ Gøta            | Ogólnie            | Ogólnie            | 10    | 3      | 0            | 0            | 0      | 0      | 10    | 3      |
| NSÍ Runavík        | 2006               | 1. deild kvinnur   | 14    | 7      | 0            | 0            | –      | –      | 14    | 7      |
| NSÍ Runavík        | Ogólnie            | Ogólnie            | 14    | 7      | 0            | 0            | 0      | 0      | 14    | 7      |
| B36 Tórshavn       | 2007               | 1. deild kvinnur   | 6     | 7      | 0            | 0            | –      | –      | 6     | 7      |
| B36 Tórshavn       | 2008               | 1. deild kvinnur   | 16    | 11     | 4            | 4            | –      | –      | 20    | 15     |
| B36 Tórshavn       | Ogólnie            | Ogólnie            | 22    | 18     | 4            | 4            | 0      | 0      | 26    | 22     |
| Víkingur Gøta      | 2009               | 1. deild kvinnur   | 18    | 18     | 2            | 0            | –      | –      | 20    | 18     |
| Víkingur Gøta      | 2010               | 1. deild kvinnur   | 2     | 0      | 2            | 0            | –      | –      | 4     | 0      |
| Víkingur Gøta      | 2011               | 1. deild kvinnur   | 15    | 16     | 3            | 2            | –      | –      | 18    | 18     |
| Víkingur Gøta      | Ogólnie            | Ogólnie            | 35    | 34     | 7            | 2            | 0      | 0      | 42    | 36     |
| HB Tórshavn        | 2012               | 1. deild kvinnur   | 16    | 22     | 1            | 3            | –      | –      | 17    | 25     |
| HB Tórshavn        | 2013               | 1. deild kvinnur   | 16    | 29     | 1            | 1            | –      | –      | 17    | 30     |
| HB Tórshavn        | 2014               | 1. deild kvinnur   | 20    | 29     | 3            | 6            | –      | –      | 23    | 35     |
| HB Tórshavn        | 2015               | 1. deild kvinnur   | 19    | 22     | 2            | 1            | –      | –      | 21    | 23     |
| HB Tórshavn        | Ogólnie            | Ogólnie            | 71    | 102    | 7            | 11           | 0      | 0      | 78    | 113    |
| Ogólnie w karierze | Ogólnie w karierze | Ogólnie w karierze | 152   | 164    | 18           | 17           | 0      | 0      | 170   | 181    |

## Sukcesy

### Klubowe
B36 Tórshavn
- Wicemistrzostwo Wysp Owczych (1): 2007
- Finał Pucharu Wysp Owczych (1): 2008

HB Tórshavn
- Finał Pucharu Wysp Owczych (1): 2014

### Indywidualne
- Królowa strzelców 1. deild kvinnur (3): 2013, 2014, 2015
- Zawodniczka roku (3): 2013, 2014, 2015
- Napastnik roku (3): 2013, 2014, 2015